# Sauvagella
Sauvagella is een geslacht van straalvinnige vissen uit de familie van haringen (Clupeidae). Het geslacht is voor het eerst wetenschappelijk beschreven in 1940 door Bertin.

## Soorten
- Sauvagella madagascariensis (Sauvage, 1883)
- Sauvagella robusta Stiassny, 2002